# Гай Атилий Серан (претор 185 пр.н.е.)
Вижте пояснителната страница за други личности с името Гай Атилий Серан.
Гай Атилий Серан (на латински: Gaius Atilius (C. f. C. n.) Serranus) е политик и сенатор на Римската република. Произлиза от фамилията Атилии, клон Серан.
Той е за претор през 185 пр.н.е.. Вероятно е роднина на Гай Атилий Серан (консул 106 пр.н.е.)